# LINEAR

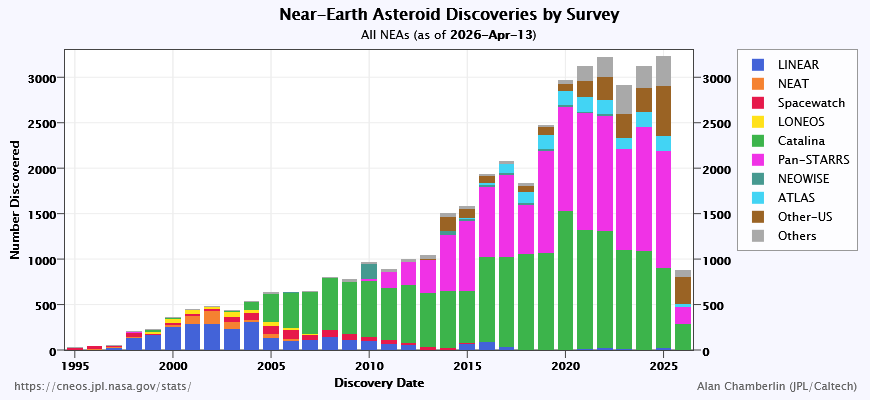
Het aantal objecten dat door verschillende projecten gevonden is (blauw is LINEAR)

LINEAR (Lincoln Near Earth Asteroid Research) is een geautomatiseerd zoekprogramma naar planetoïden en andere objecten in de ruimte waarvan de baan die van de aarde kruist. Dergelijke planetoïden worden ook wel aardscheerders genoemd. Ze vormen een potentieel gevaar voor de bewoners van de aarde, want een botsing met een naar astronomische maatstaven klein object van 100 meter zou hetzelfde effect hebben als de explosie van meerdere kernwapens tegelijk.
Het project wordt sinds 1996 uitgevoerd met een aantal telescopen op het White Sands Missile Range in New Mexico door het MIT met materiële steun van de Amerikaanse luchtmacht en NASA.
Het project heeft tussen 1997 en 2012 151.080 planetoïden ontdekt waarvan de baangegevens goed genoeg bekend waren om ze een definitief nummer te geven